# Roptyna (inslagkrater)
Roptyna is een inslagkrater op de planeet Venus. Roptyna werd in 1997 genoemd naar Roptyna, een Tsjoektsjische meisjesnaam.
De krater heeft een diameter van 11,5 kilometer en bevindt zich in het quadrangle Fortuna Tessera (V-2).